# Mariano Grueiro
Mariano Grueiro (1975 à Narón en Galice, Espagne - ) est un écrivain, photographe, réalisateur et artiste espagnol.

## Biographie
Mariano Grueiro a grandi à Ferrol, dans les années 1980, lors de la crise navale galicienne. Son premier travail photographique est un essai photographique au sujet de Saint-Jacques-de-Compostelle et de la côte galicienne (1999).
Comme auteur, il a commencé à écrire en 1994 plusieurs essais sur la société galicienne. Il a compilé plusieurs de ces essais dans un livre, Wildliza (2001).
Comme réalisateur, Se réveiller du cauchemar, un travail au sujet de la manifestation  à Saint-Jacques-de-Compostelle contre la gestion de l'après accident du pétrolier Prestige du  1er décembre 2002, est son travail le plus célèbre[réf. nécessaire].